# نقض حقوق زنان در افغانستان
نقض حقوق زنان در افغانستان به ویژه در هر دو دورهٔ حکومت اسلامی طالبان از مسائلی است که بارها از طرف رسانه‌ها و سازمان‌های گوناگون مطرح شده‌است.

## نگاهی به برخی از مهم‌ترین نقض حقوق زنان در قانون‌های امارت اسلامی
بانوان افغانستانی به ویژه در دوره حکومت طالبان از حقوق برابر با مردان، برخوردار نیستند؛ نابرابری‌هایی همچون:
1. ملزم بودن حجاب اجباری اسلامی
2. برابر بودن گواهی دادن دو زن با یک مرد در دادگاه
3. ممنوعیت خروج از کشور بدون اجازهٔ شوهر
4. نصف بودن دیه زن نسبت به مرد
5. نصف بودن سهم ارث زن نسبت به مرد
6. اجازهٔ نداشتن ورود به ورزشگاه
7. ممنوعیت تحصیل در دانشگاه[۶]
8. ممنوعیت سقط جنین
9. ممنوعیت آوازخوانی
10. ممنوعیت یا تبعیض جنسیتی در تحصیل و کار
11. منع از کار در سازمان‌ها و نهادهای غیرحکومتی[۷]
12. منع از سفر تحصیلی[۸]

همچنین، منع آموزش دختران، بستن مراکز آموزشی، ورزشگاه‌ها، حمام‌ها و پارک‌های تفریحی بر روی زنان و دختران، منع سفر بدون محرم و ...، از محدودیت‌های عمدهٔ طالبان بر ضد زنان افغانستان است.

## اعتراضات به نقض حقوق بانوان
- برخی از فعالان حقوق زن افغانستان، جامعه جهانی در برابر نقض حقوق بشر در افغانستان مسئول دانستند.[۹]
- دیدبان حقوق بشر خواستار فشار بیشتر جهان بر طالبان شد.[۱۰]
- مولوده توانا، یکی از مدافعان حقوق زن، به صدای آمریکا گفت که ایالات متحده و حامیانش، در یک شرایط بسیار بد، افغانستان را به یک گروه «تروریستی» تحویل دادند و از همین‌رو آنچه این کشور از رهگذر نقض حقوق بشری شاهد است، آن‌ها مسئولند.[۱۱]
- رشیده مانجو، گزارشگر ویژه حقوق بشر سازمان ملل متحد گفت که به دلایلی بسیار، زنان افغانستان هنوز در موارد زیادی به حقوقشان دسترسی ندارند و خشونت‌ها بر ضد آنان ادامه داشته‌است.[۱۲]

## نقض حقوق
سازمان دیده‌بان حقوق بشر در گزارش خود اعلام کرده که رفتار مقام‌های حکومت طالبان با بانوان افغانستان، «جنایت علیه بشریت» است و به همین دلیل، خواستار تحقیقات بین‌المللی در این زمینه شد.

### ممنوعیت از جهت تحصیل در دبیرستان و دانشگاه
بر پایه قانون اسلامی طالبان، دختران افغانستانی در مقاطع بالاتر از کلاس ششم به ویژه در دانشگاه نمی‌توانند دانش بیاموزند و حتی ار سفر تحصیلی به خارج از کشور هم منع می‌شوند.

### منع از کار
حکومت اسلامی طالبان، کار کردن زنان و دختران در نهادهای خصوصی را ممنوع کرد.

### شکنجه و تجاوز جنسی
به گزارش دیده‌بان حقوق بشر، زنانی که به سیاست‌های حکومت اسلامی طالبان در نقض حقوق بانوان اعتراض می‌کنند (مثل مردان معترض) بازداشت شده و در مواردی هم شکنجه شده‌اند.

### کشتار
- برخی از یافته‌های گزارشگر ویژه دفتر حقوق بشر سازمان ملل متحد نشان می‌دهد که انواع مختلف خشونت بر ضد زنان و دختران، هم در زندگی شخصی و هم اجتماعی‌شان وجود دارد؛ همچون: خشونت مردان بر ضد زنان، ازدواج اجباری، کشتار هدفمند زنان، آزار جنسی آنان…[۱۹]